# اكريكر (حجار بني عيش)
اكريكر هو دُوَّار يقع بجماعة سيدي رضوان، إقليم وزان، جهة طنجة تطوان الحسيمة في المملكة المغربية. ينتمي الدوّار لمشيخة حجار بني عيش التي تضم 8 دواوير. يقدر عدد سكانه بـ 1294 نسمة حسب الإحصاء الرسمي للسكان والسكنى لسنة 2004.

## روابط خارجية
- البوابة الوطنية للجماعات الترابية
- المندوبية السامية للتخطيط